# Le Ribay

Le Ribay este o comună în departamentul Mayenne, Franța. În 2009 avea o populație de 488 de locuitori.